# Tacones rojos
Tacones rojos è un singolo del cantante colombiano Sebastián Yatra, pubblicato il 22 ottobre 2021 come ottavo estratto dal terzo album in studio Dharma.

## Descrizione
La canzone, secondo la critica specializzata, appartiene ai generi dance pop e pop. Il 23 marzo 2022 è stata resa disponibile una versione bilingue in collaborazione con il cantante statunitense John Legend.

## Video musicale
Il video musicale, diretto da Daniel Duran, è stato girato nel palazzo di Fernan Nuñez a Madrid e conta la partecipazione dell'attrice spagnola Clara Galle, ed è stato reso disponibile in concomitanza con l'uscita del singolo. È stato realizzato anche un secondo video a supporto del remix girato a Los Angeles.

## Tracce
Testi e musiche di Sebastián Obando Giraldo, Joan Josep Monserrat Riutort, Lofty, Manuel Lara e Pablo Maria Rousselon de Croisoeuil Chateaurenard.
Download digitale
1. Tacones rojos – 3:09

Download digitale
1. Tacones rojos (con John Legend) – 3:09

## Classifiche

### Classifiche settimanali
| Classifica (2021-22) | Posizione massima |
| -------------------- | ----------------- |
| Argentina            | 7                 |
| Bolivia              | 6                 |
| Costa Rica           | 8                 |
| Ecuador              | 7                 |
| El Salvador          | 1                 |
| Messico              | 7                 |
| Panama               | 13                |
| Paraguay             | 55                |
| Perù                 | 1                 |
| Portogallo           | 65                |
| Spagna               | 2                 |
| Stati Uniti          | 121               |

### Classifiche di fine anno
| Classifica (2022) | Posizione |
| ----------------- | --------- |
| Paraguay          | 133       |
| Spagna            | 5         |
| Classifica (2023) | Posizione |
| Spagna            | 55        |